# The Monster (chanson)
Pour les articles homonymes, voir Monster.
The Monster est le quatrième single d'Eminem extrait de son huitième album studio The Marshall Mathers LP 2 en collaboration avec la chanteuse de R'n'B barbadienne Rihanna. La chanson a été écrite par le rappeur lui-même ainsi que Jon Bellion et Bebe Rexha avec Frequency à la production. Il s'agit de la quatrième collaboration entre les deux artistes après Love the Way You Lie en 2010, sa suite, et Numb en 2012. The Monster est diffusée pour la première fois à la radio américaine le 29 octobre 2013. Les paroles de la chanson parlent de la relation qu'entretient Eminem avec ses démons intérieurs ainsi que les aspects négatifs de la célébrité. 
À sa sortie, le morceau a reçu des critiques positives de la part de la presse spécialisée, qui comparèrent la chanson à leur précédent succès international en commun, Love the Way You Lie. Le succès  n'est pas que critique mais également commercial pour The Monster. En effet, le titre atteint la première place des «charts» dans 12 pays, dont l'Australie, le Canada, la France, l'Irlande, la Suisse, la Nouvelle-Zélande, le Royaume-Uni ou encore aux États-Unis où Eminem obtient son 5e numéro 1. C'est également la première fois qu'Eminem place un single en tête du «US Hot R&B/Hip Hop Songs». Rihanna atteint quant à elle pour la 13e fois la première place des ventes de single aux États-Unis. En mars 2014, presque 3 300 000 exemplaires du single ont été vendus. 
Le clip vidéo est réalisé par Rich Lee, collaborateur fréquent d'Eminem, et sort le 16 décembre 2013. Rihanna y joue le rôle de la psychologue du rappeur. On voit également de nombreuses références à d'anciens clips vidéos d'Eminem, comme ceux de My Name Is, The Way I Am ou Lose Yourself. Eminem interpréta seul le morceau lors de sa tournée dans l'hémisphère sud en février 2014, puis en compagnie de Rihanna pour la première fois à l'occasion des MTV Movie Awards, le 13 avril 2014. À la suite du succès du titre, les deux artistes ont décidé de réaliser une tournée commune aux États-Unis au mois d'août. Le single s'est écoulé à plus de 649 417 392 exemplaires[réf. nécessaire]. 
En 2015, la chanson décroche le Grammy Award de la meilleure collaboration rap/chant.

## Enregistrement
Le refrain de la chanson a été enregistré par Rihanna le 11 septembre 2013. Elle a d'ailleurs dit à sa sortie de studio par le biais d'un tweet : « Je viens tout juste d'enregistrer le refrain de The Monster pour un de mes artistes préférés. »Le "Hook" que l'on entend a chaque refrain est celui de Bebe Rexha car Rihanna n'a pas su le réaliser.

## Contenu
Dans The Monster, Eminem évoque ses difficultés liées à la célébrité.« Je voulais la célébrité, mais pas la couverture de Newsweek [...] Je voulais recevoir de l'attention pour ma musique / Je voulais qu'on me laisse seul en public, excuse-moi [...] La célébrité m'a transformé en ballon parce que mon ego a gonflé [...] C'est ironique parce qu'au moment où je deviens énorme j'ai besoin de rétrécir / Je commence à avoir des problèmes pour dormir [...] Je suis en réalité plus bizarre que vous ne le pensez. » Rihanna a repris les paroles de la chanson Monster Under My Bed par Bebe Rexha, chanson sortie un an avant.

## Sortie
La chanson sort sur l'iTunes Store le 29 octobre 2013.
La chanson est consultée 1 million de fois en moins de 4 heures après sa publication. The Monster s'est classée numéro 1 sur l'iTunes Store dès le jour de sa sortie dans de nombreux pays, tels que les États-Unis ou la France.

## Clip
Le clip est réalisé par Rich Lee, qui a déjà mis en scène Not Afraid, Lighters et Rap God pour Eminem. La vidéo a été tournée à Détroit. La vidéo est présentée le 17 décembre 2013 sur Internet. On y retrouve Eminem, Rihanna (qui incarne une psychiatre) ainsi que Dr. Dre. On peut également voir des extraits, certains refaits pour les besoins de The Monster, d'anciens clips du rappeur (My Name Is, Lose Yourself, The Way I Am), ainsi qu'un extrait des Grammy Awards 2001, où le rappeur avait interprété Stan avec Elton John.
Le clip est diffusé avec une signalétique "Déconseillée aux moins de 10 ans" sur MCM.

## Classements et certifications
| Classement (2013)                       | Meilleure position |
| --------------------------------------- | ------------------ |
| Allemagne (Media Control AG)            | 3                  |
| Australie (ARIA)                        | 1                  |
| Autriche (Ö3 Austria Top 40)            | 6                  |
| Belgique (Flandre Ultratop 50 Singles)  | 2                  |
| Belgique (Wallonie Ultratop 50 Singles) | 7                  |
| Bulgarie                                | 1                  |
| Canada (Hot 100)                        | 1                  |
| Danemark (Tracklisten)                  | 2                  |
| Espagne (PROMUSICAE)                    | 9                  |
| États-Unis (Hot 100)                    | 1                  |
| États-Unis (Rap Songs)                  | 1                  |
| États-Unis (Pop Airplay)                | 1                  |
| Finlande (Suomen virallinen lista)      | 1                  |
| France (SNEP)                           | 1                  |
| Irlande (IRMA)                          | 1                  |
| Israël (Media Forest)                   | 1                  |
| Italie (FIMI)                           | 9                  |
| Norvège (VG-lista)                      | 1                  |
| Nouvelle-Zélande (RMNZ)                 | 1                  |
| Pays-Bas (Nederlandse Top 40)           | 3                  |
| Pologne (ZPAV)                          | 1                  |
| Tchéquie (IFPI Rádio)                   | 6                  |
| Royaume-Uni (UK Singles Chart)          | 1                  |
| Royaume-Uni (R&B)                       | 1                  |
| Suède (Sverigetopplistan)               | 1                  |
| Suisse (Schweizer Hitparade)            | 1                  |
| Venezuela                               | 1                  |

| Classement (2013)      | Position |
| ---------------------- | -------- |
| États-Unis (Rap Songs) | 32       |
| Nouvelle-Zélande       | 34       |
| Royaume-Uni            | 26       |

### Certifications
| Pays             | Organisme     | Certification | Ventes certifiées |
| ---------------- | ------------- | ------------- | ----------------- |
| Australie        | ARIA          | 5 × Platine   | 350 000           |
| Canada           | CRIA          | 2 × Platine   | 160 000           |
| Nouvelle-Zélande | RIANZ         | 2 × Platine   | 30 000            |
| Royaume-Uni      | BPI           | Platine       | 600 000           |
| États-Unis       | RIAA          | 3 × Platine   | 3 500 000         |
| Belgique         | BEA           | Or            | 15 000            |
| Mexique          | AMPROFON      | Or            | 30 000            |
| Italie           | FIMI          | Platine       | 30 000            |
| Suisse           | IFPI Suisse   | Platine       | 30 000            |
| Suède            | GLF           | 3 × Platine   | 120 000           |
| Danemark         | IFPI Danemark | 3 × Platine   | 90 000            |
| Venezuela        | APFV          | Platine       | 10 000            |